# Anglo-Welsh Cup 2011-12
La Anglo-Welsh Cup 2011-12 fue la cuadragésimo primera edición del torneo de rugby para equipos de Inglaterra y la séptima que incluye a los equipos galeses del Pro12.

## Sistema de disputa
Cada equipo disputa cuatro partidos frente frente a los rivales del grupo asignado, el mejor de cada grupo clasifica a semifinales en la búsqueda del título.
- Grupo 1 vs Grupo 4
- Grupo 2 vs Grupo 3

## Primera Fase
Calendario de partidos

### Grupo 1
| Pos. | Equipo       | Encuentros | Encuentros | Encuentros | Encuentros | Tantos | Tantos | Tantos | PB | Puntos |
| Pos. | Equipo       | PJ         | PG         | PE         | PP         | F      | C      | Dif    | PB | Puntos |
| ---- | ------------ | ---------- | ---------- | ---------- | ---------- | ------ | ------ | ------ | -- | ------ |
| 1.º  | Bath Rugby   | 4          | 4          | 0          | 0          | 169    | 46     | 123    | 4  | 20     |
| 2.º  | Saracens     | 4          | 2          | 1          | 1          | 90     | 70     | 20     | 2  | 12     |
| 3.º  | Ospreys      | 4          | 1          | 0          | 3          | 71     | 112    | −41    | 1  | 5      |
| 4.º  | London Wasps | 4          | 0          | 0          | 4          | 74     | 137    | −63    | 3  | 3      |

|  | Semifinalista. |

### Grupo 2
| Pos. | Equipo           | Encuentros | Encuentros | Encuentros | Encuentros | Tantos | Tantos | Tantos | PB | Puntos |
| Pos. | Equipo           | PJ         | PG         | PE         | PP         | F      | C      | Dif    | PB | Puntos |
| ---- | ---------------- | ---------- | ---------- | ---------- | ---------- | ------ | ------ | ------ | -- | ------ |
| 1.º  | Leicester Tigers | 4          | 3          | 0          | 1          | 86     | 67     | 19     | 1  | 13     |
| 2.º  | London Irish     | 4          | 2          | 0          | 2          | 100    | 91     | 9      | 2  | 10     |
| 3.º  | Cardiff Blues    | 4          | 1          | 0          | 3          | 54     | 143    | −89    | 1  | 5      |
| 4.º  | Sale Sharks      | 4          | 1          | 0          | 3          | 78     | 146    | −68    | 0  | 4      |

|  | Semifinalista. |

### Grupo 3
| Pos. | Equipo            | Encuentros | Encuentros | Encuentros | Encuentros | Tantos | Tantos | Tantos | PB | Puntos |
| Pos. | Equipo            | PJ         | PG         | PE         | PP         | F      | C      | Dif    | PB | Puntos |
| ---- | ----------------- | ---------- | ---------- | ---------- | ---------- | ------ | ------ | ------ | -- | ------ |
| 1.º  | Scarlets          | 4          | 3          | 0          | 1          | 102    | 44     | 58     | 3  | 15     |
| 2.º  | Harlequins        | 4          | 2          | 0          | 2          | 112    | 108    | 4      | 3  | 11     |
| 3.º  | Gloucester Rugby  | 4          | 2          | 0          | 2          | 127    | 93     | 34     | 2  | 10     |
| 4.º  | Newcastle Falcons | 4          | 2          | 0          | 2          | 106    | 73     | 33     | 2  | 10     |

|  | Semifinalista. |

### Grupo 4
| Pos. | Equipo                | Encuentros | Encuentros | Encuentros | Encuentros | Tantos | Tantos | Tantos | PB | Puntos |
| Pos. | Equipo                | PJ         | PG         | PE         | PP         | F      | C      | Dif    | PB | Puntos |
| ---- | --------------------- | ---------- | ---------- | ---------- | ---------- | ------ | ------ | ------ | -- | ------ |
| 1.º  | Northampton Saints    | 4          | 3          | 0          | 1          | 139    | 84     | 55     | 3  | 15     |
| 2.º  | Exeter Chiefs         | 4          | 2          | 0          | 2          | 88     | 99     | −11    | 1  | 9      |
| 3.º  | Worcester Warriors    | 4          | 2          | 0          | 2          | 71     | 120    | −49    | 0  | 8      |
| 4.º  | Newport Gwent Dragons | 4          | 1          | 1          | 2          | 67     | 101    | −34    | 1  | 7      |

|  | Semifinalista. |

### Semifinales
| 9 de marzo de 2012 | Bath Rugby | 16 - 17 | Leicester Tigers | The Recreation Ground, Bath |  |

| 12 de marzo de 2012 | Northampton Saints | 27 - 12 | Scarlets | Franklin's Gardens, Northampton |  |

### Final
| 18 de marzo de 2012 | Leicester Tigers | 26 - 14 | Northampton Saints | Sixways Stadium, Worcester |  |

| Bandera de Inglaterra    |
| Campeón Leicester Tigers |
| Séptimo título           |